# 81-580/581/582
81-580/581/582 ВЭКА — тип контактно-аккумуляторных вагонов метрополитена (по сути электровоз), разработанный на базе вагонов метро 81-717/714 и выпускаемый Петербургским заводом Вагонмаш для служебных нужд метрополитена. Всего было построено либо модернизировано семнадцать электровозов, в том числе две модели 81-580, два — 81-580.1, четыре — 81.581, один — 81-581.3, два — 81.581.4, четыре — 81-581.5 и два — 81.581.6.

## Производство и модификации

### 81-580 (ВЭКА)
В 1991 году Ленинградский вагоностроительный завод имени Егорова (ЗАО «Вагонмаш») начал разработку контактно-аккумуляторных электровозов для служебных нужд Ленинградского (ныне Петербургского) метрополитена для замены устаревших контактно-аккумуляторных электровозов на базе вагонов типа Д, 7 из которых на тот момент эксплуатировались в электродепо Петербургского метрополитена. Условия эксплуатации контактно-аккумуляторных электровозов требовали наличия торцевых дверей в кабине машиниста для возможности перехода в другие вагоны, в то время как кабины головных вагонов 81-717 не имели сквозного прохода. Поэтому за основу было решено взять кузова промежуточных вагонов 81-714, оснастив их двумя кабинами машиниста с пультами управления по торцам и дополнительными буферными фонарями, а пространство пассажирского салона использовать для размещения аккумуляторных батарей.
В 1992 году заводом были выпущены два опытных контактно-аккумуляторных электровоза, которые получили обозначение ВЭКА (вагон-электровоз контактно-аккумуляторный) и номера 001 и 002. Первый электровоз поступил для опытной эксплуатации в электродепо «Калужское» Московского метрополитена, а второй — в электродепо «Московское»  Петербургского метрополитена. Оба электровоза были окрашены в жёлто-коричневые цвета.
В ходе эксплуатации у электровозов был выявлен ряд недостатков, а оборудование периодически выходило из строя, поэтому спустя некоторое время электровозы были отставлены от работы. Петербургский электровоз № 002 был списан с баланса метрополитена в 2002 году, дальнейшая его судьба неизвестна. Московский электровоз № 001 долгое время использовался в качестве хозяйственного помещения в электродепо Калужское, впоследствии он был на непродолжительное время передан в электродепо Выхино, где был отремонтирован и перекрашен в жёлто-красную цветовую схему, аналогичную цветовой схеме более поздних электровозов 81-581. В течение 15 и 16 мая 2015 года в рамках выставки, посвящённой 80-летию Московского метрополитена, электровоз наряду с 6 старыми метровагонами типов А, Г, Д и Е был выставлен на центральном пути станции Партизанская для обозрения пассажиров. В дальнейшем он демонстрировался на той же станции в середине мая и в последующие годы в честь дня рождения метрополитена.

#### Конструкция
Кузов электровозов цельнометаллический стальной сварной конструкции. Конструктивно он выполнен по аналогии с кузовами вагонов типов Еж3 и промежуточных вагонов модели 81-714, но при этом оснащён с каждой стороны кабиной машиниста и имеет ряд отличий, обусловленных установкой фар и фонарей на торцах. В электровозе смонтированы две кабины машиниста и аккумуляторное помещение, оборудованное стеллажами для установки аккумуляторных батарей. Для возможности работы с различными типами подвижного состава на одном из торцов электровоза установлена автосцепка СА-3 железнодорожного типа, а с другой — автосцепка Шарфенберга для вагонов метрополитена.
Из-за снятия с производства фар для вагонов типов Ем и Еж3 в нижнюю часть торца кабин слева и справа от дверного проёма были вмонтированы стандартные фарные блоки вагонов 81-717, что придало электровозам оригинальный внешний вид. Над дверным проёмом для двух фонарей была обустроена специальная выемка, аналогичная таковой у вагонов типа Е и модификаций. Дополнительно в верхней части торцов электровоза также установлена мигалка оранжевого цвета.
Электровозы по аналогии с пассажирскими вагонами имеют по 4 двухстворчатых раздвижных двери с каждой стороны по бокам кузова, ведущие в аккумуляторный отсек, занимающий место пассажирского салона между кабинами машиниста. В отличие от пассажирских вагонов, двери электровозов открываются вручную и изнутри оснащены специальными ручками и запорами. В левой стене кабин управления и в перегородке между кабинами и аккумуляторным отсеком установлены поворотные двери, вид и расположение которых аналогично вагонам 81-717.
Как и в электровозах более ранних серий, тяговые аккумуляторы у 81-580 расположены в аккумуляторном помещении на стеллажах продольно в два ряда по бокам от центрального прохода и перекрывают двери. Обеспечена возможность механизированной постановки и снятия аккумуляторов. По аналогии с салоном пассажирских вагонов, аккумуляторное помещение отделывалось слоистым пластиком, однако при этом вместо продольных люминесцентных светильников оно оснащалось более компактными обрешёченными светильниками взрывобезопасного исполнения с лампами накаливания. Оконные проёмы аккумуляторного отсека вместо стёкол оборудовались металлическими решётками, за исключением верхней части, где были сохранены стеклянные форточки. Принудительная приточная и естественная вытяжная вентиляции аккумуляторного отсека обеспечивают концентрацию аэрозоли в нём не выше 0,5 мг/м³.
- Интерьер кабины машиниста
- Пульт управления
- Аккумуляторный отсек
- Крышка аккумуляторного отсека

### 81-580.1
В 1995 году по договорённости с Ираном завод «Вагонмаш» для строящегося Тегеранского метрополитена построил совместно с пассажирскими вагонами 81-570/571 2 контактно-аккумуляторных электровоза, которые получили обозначение модели 81-580.1 и номера 01-02. В отличие от ранее выпущенных вагонов модели 81-580, новые электровозы не имели торцевых дверей, а конструкция кабины была аналогична стандартным кабинам головных вагонов модели 81-717, что позволило разместить пульт управления и кресло машиниста по центру вагона. Также, как и пассажирские вагоны модели 81-570/571, электровозы получили ярко-зелёную окраску кузовов, при этом лобовая часть и двери кабин машиниста были выкрашены в белый цвет. Надписи на пульте управления машиниста и оборудовании этих электровозов были выполнены на английском языке. Тележки электровозов были рассчитаны на используемую в Иране европейскую ширину колеи 1435 мм. В качестве сцепных устройств были смонтированы исключительно автосцепки Шарфенберга.
Несмотря на то, что пассажирские вагоны для Тегерана в связи с отказом от их приобретения заказчиком впоследствии были возвращены на завод и переоборудованы для использования в метрополитенах России, электровозы 81-580.1 были поставлены в Тегеран. Дальнейшая их судьба неизвестна.

### 81-581 (ЭКА)
В 2002 году Петербургский метрополитен продолжил обновление электровозного парка, и завод «Вагонмаш» выпустил новый контактно-аккумуляторный электровоз с асинхронным тяговым приводом модели 81-581, конструктивно основанный на модели 81-580. Электровоз был окрашен в жёлто-красную цветовую схему, которая впоследствии стала применяться на всех последующих машинах серии. Над торцевой дверью выемка для фонарей стала закрываться щитком, а вместо двух стало устанавливаться по три фонаря. На следующий год этот электровоз, получивший бортовой номер 10260 и обозначение Эка-01, поступил в электродепо «Автово» петербургского метрополитена. Изначально этот электровоз имел такую же конструкцию сцепок, как и электровозы 81-580, однако впоследствии торец с автосцепкой СА-3 был дооснащён автосцепкой Шарфенберга на удлинённом поворачивающемся в сторону основании; с другой стороны осталась стандартная автосцепка Шарфенерга. Впоследствии данная компоновка сцепных устройств стала устанавливаться на электровозы 81-581 и 81-581.3, выпущенные позднее.
Электрооборудование электровоза 81-581 обеспечивает устойчивую работу при повторно-кратковременных режимах с прицепной нагрузкой 70 т. не менее 30 циклов пусков и торможений в час. Тяговый привод электровоза оснащён четырьмя асинхронными двигателями мощностью по 114 кВт. Также заводом Вагонмаш был разработан электровоз модели 81-582, конструктивно аналогичный 81-581, но с четырьмя асинхронными двигателями повышенной мощности в 170 кВт. Впоследствии в по проекту данного электровоза был переоборудован вагон 81-561, и новый вагон получил обозначение 81-581.3.
Постепенно списывая старые электровозы на базе вагонов типа Д, 2008 году Петербургский метрополитен продолжил закупку новых электровозов - после списания электровоза на базе вагона Д Эка-08 в эксплуатацию поступил электровоз модели 81-581, изготовленный фирмой «Метроинжиниринг» с использованием кузова вагона № 10356, построенного на заводе «Вагонмаш» в октябре 2006 года. Постройка электровоза велась на 40-й канаве электродепо «Автово». В отличие от Эка-01 на кузове нового электровоза, получившего обозначение Эка-02, у данного электровоза отсутствовал декоративный молдинг и водоотводной лоток.
В 2009 году обновление электровозов Петербургского метрополитена было продолжено - в электродепо «Московское» поступило 2 электровоза модели 81-581, построенных ООО «Метроинжиниринг». Эти электровозы получили номера 003 и 004: дополнительный 0 был обусловлен необходимостью различия этих электровозов от имеющих аналогичное обозначение Эка и номера 03-09 электровозов на базе вагонов типа Д. В отличие от Эка-02 новые машины были построены в кузовах ОАО «Метровагонмаш», лишившись встроенных фарных блоков 717-й модели с обрамлением, вместо которых стали устанавливаться небольшие одиночные круглые фары в выносном корпусе. Также интерьеры новых электровозов перестали облицовывать слоистым пластиком, в результате чего стала видна окрашенная стальная обшивка кузова. Оконные проёмы аккумуляторного помещения новых электровозов лишились форточек и стали полностью заделываться решётками.
Все 4 электровоза в настоящее время находятся в регулярной эксплуатации.
- Электровоз 81-581 № 003 на территории депо
- Электровоз 81-581 № 003 в депо
- Аккумуляторный отсек электровоза 81-581 № 003

### 81-581.3
В 2005 году по заказу нового Казанского метрополитена на заводе «Вагонмаш» опытный метровагон типа 81-561 («Ритор») № 11342 был переоборудован в контактно-аккумуляторный электровоз с асинхронным тяговым приводом, конструктивно аналогичный электровозу повышенной мощности 81-582. Электровоз получил бортовой номер 10297 и вскоре вместе с пятью четырёхвагонными поездами 81-553.3/554.3/555.3 был отправлен в электродепо «Аметьево» Казанского метрополитена, где и эксплуатируется по настоящее время. Как и другие вагоны производства «Вагонмаш» для Казани, этот вагон был перекрашен в бело-серебристый цвет.
Интересной особенностью вагона является факт его переоборудования из опытного промежуточного вагона модели 81-561 «Ритор», который в свою очередь является переоборудованным головным вагоном типа Ем № 3748. Таким образом, изначально вагон имел одну кабину машиниста, затем в 2003 году её лишился, а в 2005 был оснащён уже двумя. Боковая сторона вагона на уровне окон в зоне аккумуляторного отсека и одной из кабин имеет две гофры, а в зоне другой кабины — три.

### 81-581.4
В 2014 году в связи с физическим устареванием контактно-аккумуляторных электровозов на базе вагонов типа Д Петербургский метрополитен заказал АО «Технологии метро» (бывшее подразделение Мытищинского завода «Метровагонмаш» в Санкт-Петербурге) проектирование и поставку двух контактно-аккумуляторных электровозов на базе модели 81-581 с обновлённым электрооборудованием. За основу для обоих вагонов были взяты кузова от промежуточных вагонов 81-541.3К, построенных на заводе Вагонмаш в 2013 году. Сборка электровозов осуществлялась на площадке Октябрьского электровагоноремонтного завода (ОЭВРЗ) и была завершена в марте 2015 года. Электровозы получили обозначение модели 81-581.4 и бортовые обозначения ЭКА-05 и ЭКА-06. Электровоз 05 поступил в депо ТЧ-6 «Выборгское», а 06 — в депо ТЧ-5 «Невское».
Электровозы внешне схожи с машинами 81-581 второго выпуска 003 и 004, но имеют ряд отличий, таких как более широкая торцевая дверь и новые светодиодные сигнальные фонари и прожекторы в выносном прямоугольном корпусе. При производстве электровозов использовано современное оборудование. Как и предыдущие модели, вагоны 81-581.4 оснащены асинхронными тяговыми электродвигателями. В аккумуляторном отсеке установлены тяговые аккумуляторные батареи Tensor TCSM 2030, которые после полной зарядки позволяют вагону работать автономно в течение 7-8 часов. Подзарядка аккумуляторов возможна как от контактного рельса, так и от источника переменного тока напряжением 380 В с частотой 50 Гц. Предусмотрена возможность рекуперации электроэнергии в аккумуляторы. Также вагоны оснащены системами контроля концентрации водорода в аккумуляторном отсеке, контроля состояния аккумуляторов по температуре, напряжению, ёмкости и уровню электролита. Максимальная скорость электровозов на аккумуляторном ходу (на площадке)  — 50 км/ч.

### 81-581.5 и 81-581.6
В мае 2016 года по проекту АО «Технологии метро» на ОЭВРЗ началась сборка двух новых электровозов ЭКА-07 и 08 модели 81-581.5, являющихся усовершенствованной версией модели 81-581.4, которые были поставлены в метрополитен в начале 2017 года. В 2017 году были выпущены и поставлены ещё два электровоза — ЭКА-09 и ЭКА-10, в 2022 — ЭКА-11 и ЭКА-12, а в 2022 — два электровоза ЭКА-11 и ЭКА-12 модели 81-581.6.
После поступления в Петербургский метрополитен первые два электровоза были переданы в депо «Автово», а впоследствии в депо «Невское» (№ 07) и «Выборгское» (№ 08). Электровоз № 09 вскоре после поступления в метрополитен был направлен в депо «Северное», а № 10 остался в депо «Автово» до ноября 2019 года, после чего был передан в новое депо «Южное». Петербургский метрополитен планировал таким образом полностью заменить старые электровозы на базе вагонов типа Д на новые до конца 2017 года, однако в связи со строительством нового депо появилось потребность увеличить парк электровозов. В итоге один из электровозов ЭД-06 по вплоть до октября 2020 года ещё остаётся в работе и затем получил статус музейного. Электровозы № 11 и 12 поступили в метрополитен в феврале 2022 года были направлены в депо «Северное» (ЭКА-11) и «Южное» (ЭКА-12).